# Denis Mustafaraj
Denis Mustafaraj (* 2. April 1985) ist ein ehemaliger albanischer Fußballspieler.

## Karriere
Mustafaraj begann seine Karriere 2006 beim KF Laçi, bei dem er bis 2011 unter Vertrag stand. Während dieser Zeit absolvierte er 68 Ligaspiele und erzielte dabei ein Tor. 
Seine aktive Laufbahn beendete er am 1. Juli 2012.